# Lijst van Andorrese hoofdwegen

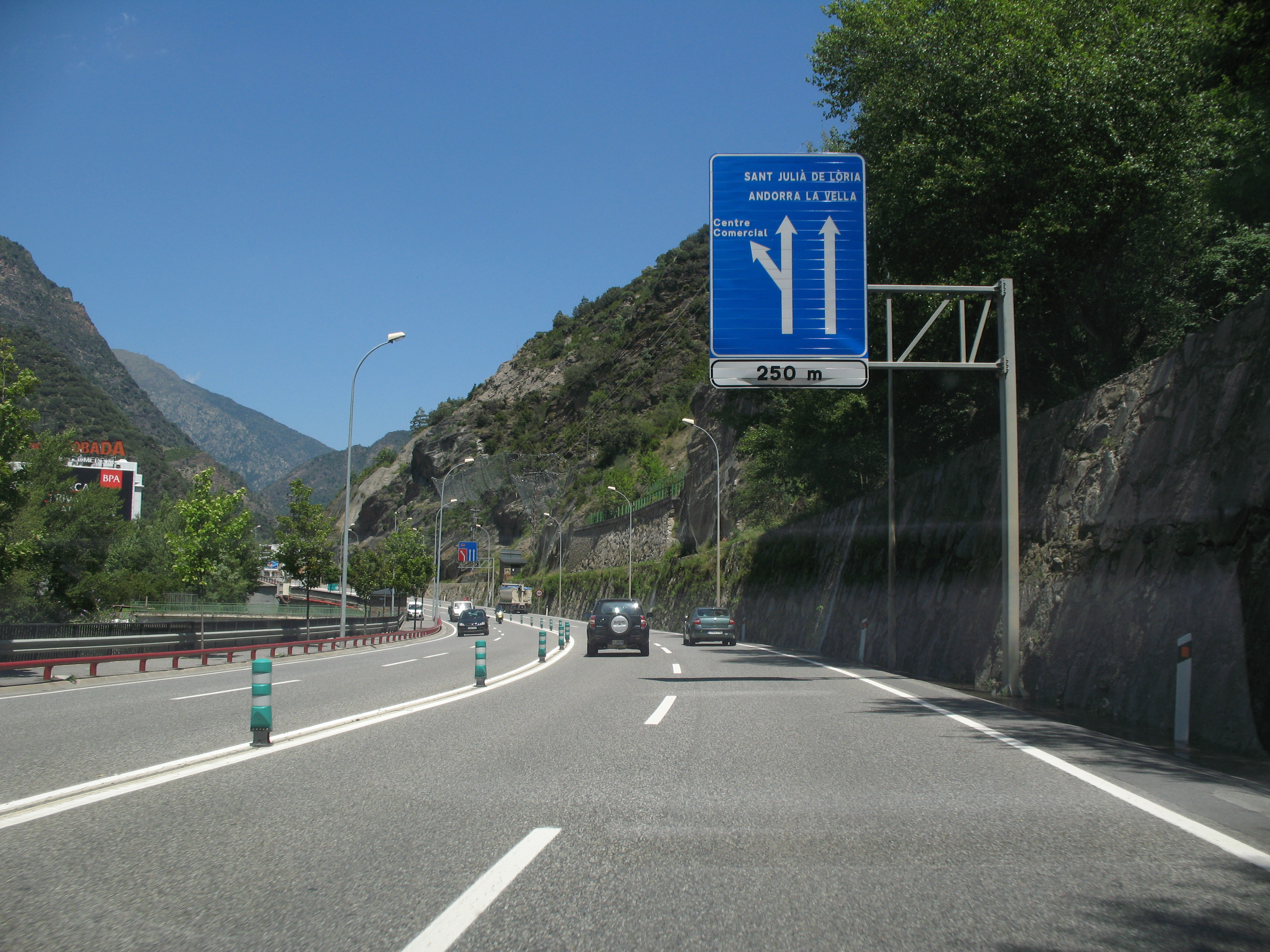
CG-1

Onderstaande lijst van Andorrese hoofdwegen geeft een overzicht van de ongeveer 100 kilometer aan hoofdwegen die Andorra rijk is. 
Het nationale wegennet van Andorra bestaat uit hoofdwegen (Catalaans: carreteras generals, met het prefix CG) en secundaire wegen (carreteras secundarias, CS). De nummering van laatstgenoemde is gekoppeld aan die van de hoofdwegen, waarbij het eerste van de drie cijfers in de naam verwijst naar de naam van de hoofdweg. 
Van de zes hoofdwegen beginnen twee hoofdwegen, de CG-1 en de CG-2, in hoofdstad Andorra la Vella.

## Lijst
Splitsingen en intersecties zijn tussen haakjes aangegeven.
| Nummer | Route | Lengte  |
| ------ | --- | ------- |
| CG-1   | Andorra la Vella (CG-2, CG-3) Santa Coloma - La Margineda - Aixovall (CG-6) - Sant Julià de Lòria - Certers - Aubinyà, Juverri - Fontaneda, La Muxella - N-145 (Spanje)                                 | 11,2 km |
| CG-2   | Andorra la Vella (CG-1, CG-3) - Escaldes-Engordany - Encamp - Canillo - Soldeu - Grau Roig - Pas de la Casa - N22 (Frankrijk)                                                                           | 32,1 km |
| CG-3   | Andorra la Vella (CG-1, CG-2) - Escaldes-Engordany - Anyós - Sispony - La Massana (CG-4) - Ordino - Sornàs - Ansalonga - La Cortinada - Arans - Llorts - Les Salines - El Serrat - Arcalís (skistation) | 21 km   |
| CG-4   | La Massana (CG-3) - Erts (CG-5) - Xixerella - Pal - Spanje | 18 km   |
| CG-5   | Erts (CG-4) - Arinsal - CS-413 (skistation) | 2,5 km  |
| CG-6   | Aixovall (CG-1) - Bixessarri - Spanje | 6 km    |